# Westaustralische Badmintonmeisterschaft
Die Westaustralischen Badmintonmeisterschaften werden seit 1928 ausgetragen und sind damit eine der ältesten Badminton-Titelkämpfe außerhalb Europas.

## Die Titelgewinner
| Saison    | Herreneinzel         | Dameneinzel           | Herrendoppel                     | Damendoppel                            | Mixed                              |
| --------- | -------------------- | --------------------- | -------------------------------- | -------------------------------------- | ---------------------------------- |
| 1928      | keine Daten          | M. Harrison           | keine Daten                      | keine Daten                            | keine Daten                        |
| 1929      | keine Daten          | M. Broom              | keine Daten                      | keine Daten                            | keine Daten                        |
| 1930      | keine Daten          | D. Wilson             | keine Daten                      | keine Daten                            | G. Sinclair A. Aldrich             |
| 1931      | keine Daten          | D. Wilson             | keine Daten                      | keine Daten                            | G. Sinclair A. Aldrich             |
| 1932      | keine Daten          | D. Wilson             | keine Daten                      | keine Daten                            | W. Bidstrup D. Wilson              |
| 1933      | keine Daten          | P. Walker             | keine Daten                      | keine Daten                            | R. Priest I. Gustafson             |
| 1934      | keine Daten          | I. Gustafson          | keine Daten                      | keine Daten                            | W. Clydesdale E. Hall              |
| 1935      | keine Daten          | B. Jamieson           | keine Daten                      | keine Daten                            | R. Priest I. Gustafson             |
| 1936      | keine Daten          | B. Jamieson           | keine Daten                      | keine Daten                            | W. Bidstrup S. Styants             |
| 1937      | keine Daten          | S. Styants            | keine Daten                      | keine Daten                            | R. Smith J. Thomson                |
| 1938      | keine Daten          | S. Styants            | keine Daten                      | keine Daten                            | S. Cray S. Styants                 |
| 1939      | keine Daten          | S. Styants            | keine Daten                      | keine Daten                            | D. Barton Betty Barton-Jamieson    |
| 1940      | keine Daten          | S. Styants            | keine Daten                      | keine Daten                            | Keith Baker Betty Barton-Jamieson  |
| 1941 1946 | nicht ausgetragen    | nicht ausgetragen     | nicht ausgetragen                | nicht ausgetragen                      | nicht ausgetragen                  |
| 1947      | keine Daten          | Betty Barton-Jamieson | keine Daten                      | keine Daten                            | Keith Baker Verna Keddie           |
| 1948      | keine Daten          | V. Boyland            | keine Daten                      | keine Daten                            | Keith Baker Verna Keddie           |
| 1949      | keine Daten          | Verna Keddie          | keine Daten                      | keine Daten                            | C. Kelly G. Alford                 |
| 1950      | keine Daten          | J. Byrne              | keine Daten                      | keine Daten                            | C. Kelly G. Alford                 |
| 1951      | keine Daten          | Verna Keddie          | keine Daten                      | keine Daten                            | William Same J. Byrne              |
| 1952      | keine Daten          | Verna Keddie          | keine Daten                      | keine Daten                            | Brian Treasure Frederica McCorry   |
| 1953      | keine Daten          | Verna Keddie          | keine Daten                      | keine Daten                            | Brian Treasure Frederica McCorry   |
| 1954      | keine Daten          | Verna Keddie          | keine Daten                      | keine Daten                            | Michael Frame Thelma Cornish       |
| 1955      | keine Daten          | Verna Keddie          | keine Daten                      | keine Daten                            | Michael Frame Thelma Cornish       |
| 1956      | keine Daten          | Thelma Cornish        | keine Daten                      | keine Daten                            | William Syme Thelma Cornish        |
| 1957      | Whye Geok Lim        | N. Derby              | keine Daten                      | keine Daten                            | Laurie Blackburn Rhonda Chivers    |
| 1958      | Gary Yeang           | Thelma Cornish        | Gary Yeang Buddy Ong             | keine Daten                            | Laurie Blackburn Rhonda Chivers    |
| 1959      | Godfrey Lesslar      | Betty Tan             | Gary Yeang Buddy Ong             | keine Daten                            | Gary Yeang Betty Tan               |
| 1960      | Alan Leong           | Kay Terry             | Gary Yeang Buddy Ong             | keine Daten                            | Alan Leong Pat Baxter              |
| 1961      | Gary Yeang           | Kay Terry             | Alan Leong J. S. Heng            | keine Daten                            | Alan Leong Pat Baxter              |
| 1962      | Gary Yeang           | Kay Nesbit            | Gary Yeang Alan Leong            | keine Daten                            | Alan Leong Pat Baxter              |
| 1963      | Gary Yeang           | Joan Truscott         | Gary Yeang Alan Leong            | keine Daten                            | Alan Leong Pat Baxter              |
| 1964      | Alan Leong           | Kay Nesbit            | Gary Yeang Alan Leong            | keine Daten                            | Alan Leong Pat Baxter              |
| 1965      | Chris Hardwick       | Kay Nesbit            | Alistair Brown Neville Tanner    | keine Daten                            | Greg Pedler Kay Nesbit             |
| 1966      | Greg Pedler          | Kay Nesbit            | Chris Hardwick Greg Pedler       | keine Daten                            | Chris Hardwick Kay Nesbit          |
| 1967      | Chris Hardwick       | Kay Nesbit            | Alistair Brown Neville Tanner    | Jan Horton Kay Nesbit                  | Chris Hardwick Kay Nesbit          |
| 1968      | Chris Hardwick       | Judy Walker           | P. McLeod Chris Hardwick         | Jan Horton Kay Nesbit                  | Neville Tanner Judy Walker         |
| 1969      | Richard Purser       | Robin Glenie          | Bryan Purser Richard Purser      | Joan Kennington Fay Truscott           | keine Daten                        |
| 1970      | Greg Pedler          | Kay Nesbit            | Chris Hardwick Eric Suarez       | Joan Kennington Joan Harwood           | Chris Hardwick Kay Nesbit          |
| 1971      | Peter Cooper         | Joan Kennington       | Peter Cooper Chris Hardwick      | Joan Kennington Joan Harwood           | Peter Cooper Joan Kennington       |
| 1972      | Chris Hardwick       | Joan Kennington       | Peter Cooper Chris Hardwick      | Joan Kennington Judy Walker            | Colin Criddle Penny Newbury        |
| 1973      | Peter Cooper         | Kay Terry             | Peter Cooper Chris Hardwick      | Joan Kennington Kay Terry              | Peter Cooper Joan Kennington       |
| 1974      | Peter Cooper         | Kay Terry             | Colin Criddle Peter Cooper       | Joan Kennington Kay Terry              | Peter Cooper Joan Kennington       |
| 1975      | Chris Hardwick       | Jennifer Cunningham   | Colin Criddle Peter Cooper       | Audrey Swaby Kay Terry                 | Peter Cooper Joan Kennington       |
| 1976      | Peter Cooper         | Audrey Swaby          | Colin Criddle Peter Cooper       | Kay Terry Jennifer Cunningham          | Peter Cooper Jennifer Cunningham   |
| 1977      | Peter Cooper         | Audrey Swaby          | Peter Cooper Paul Kong           | Lyn McElroy Audrey Swaby               | Peter Cooper Jennifer Cunningham   |
| 1978      | Peter Cooper         | Jennifer Cunningham   | Peter Cooper Paul Kong           | Lyn McElroy Audrey Swaby               | Paul Kong Audrey Swaby             |
| 1979      | Peter Cooper         | Lyn McElroy           | Peter Cooper Paul Kong           | Lyn McElroy Audrey Swaby               | Peter Cooper Lyn McElroy           |
| 1980      | Peter Cooper         | Lyn McElroy           | Peter Cooper Paul Kong           | Lyn McElroy Audrey Swaby               | Paul Kong Audrey Swaby             |
| 1981      | Peter Cooper         | Audrey Swaby          | Paul Kong Trevor James           | Jennifer Cunningham Audrey Swaby       | Trevor James Jennifer Cunningham   |
| 1982      | Peter Cooper         | Audrey Swaby          | Colin Criddle Denis Todd         | Jennifer Cunningham Audrey Swaby       | Paul Kong Audrey Swaby             |
| 1983      | Peter Cooper         | Audrey Swaby          | Trevor James Steve Hewett        | Jennifer Cunningham Audrey Swaby       | Trevor James Jennifer Cunningham   |
| 1984      | Trevor James         | Audrey Swaby          | Paul Kong Trevor James           | Karen Jupp Audrey Tuckey               | Peter Cooper Lyn Perrella          |
| 1985      | Paul Kong            | Audrey Tuckey         | Paul Kong Denis Todd             | Karen Jupp Audrey Tuckey               | Paul Kong Audrey Tuckey            |
| 1986      | Paul Kong            | Karen Jupp            | Trevor James Denis Todd          | Karen Jupp Audrey Tuckey               | Paul Kong Audrey Tuckey            |
| 1987      | Gordon Lang          | Audrey Tuckey         | Gordon Lang Gary Roberts         | Audrey Tuckey Janice Redmond           | Paul Kong Audrey Tuckey            |
| 1988      | Gary Roberts         | Linda Best            | Gary Roberts John Botha          | M. Gale Melanie Hendricks              | L. Barbetti Laura Jamieson         |
| 1989      | Paul Kong            | Linda Best            | Paul Kong Denis Todd             | Linda Best Melanie Hendricks           | Paul Kong Linda Best               |
| 1990      | Gary Roberts         | Danielle Hendricks    | Paul Kong Denis Todd             | M. Gale Fiona Dunbar-Smith             | Gary Roberts M. Gale               |
| 1991      | Gary Roberts         | Danielle Hendricks    | Michael Todd Denis Todd          | Melanie Hendricks Danielle Hendricks   | Peter Cooper Audrey Tuckey         |
| 1992      | Denis Todd           | Daphne Harding        | Paul Kong Denis Todd             | Audrey Tuckey D. Hughes                | Peter Cooper Audrey Tuckey         |
| 1993      | Michael Todd         | Fiona Dunbar-Smith    | Michael Todd Gary Roberts        | Tracy Hebden Fiona Dunbar-Smith        | James Todd Fiona Dunbar-Smith      |
| 1994      | Edwin Chew           | Nicole Harwood        | Paul Kong Denis Todd             | Mandy Cridge Fiona Dunbar-Smith        | Nicole Harwood James Todd          |
| 1995      | Edwin Chew           | Fiona Dunbar-Smith    | Paul Kong Denis Todd             | Mandy Cridge Fiona Dunbar-Smith        | Denis Todd Mandy Cridge            |
| 1996      | Travis Denney        | Michelle Browne       | Zheng Yu Min Zheng Yu Shen       | Margaret Ng Kay Terry                  | Kay Terry Zheng Yu Shen            |
| 1997      | Edwin Chew           | Rhonda Cator          | Peter Blackburn David Bamford    | Ronda Cator Kellie Lucas               | Rhonda Cator Peter Blackburn       |
| 1998      | Edwin Chew           | no event              | Travis Denney Boyd Cooper        | Kay Terry Margaret Ng                  | Travis Denney Veronica Pearson     |
| 1999      | Stuart Brehaut       | Wong Miew Kheng       | Peter Blackburn David Bamford    | Lim Pek Siah Joanne Quay               | Lim Pek Siah Pang Cheh Chang       |
| 2000      | Travis Denney        | Michelle Caulfield    | Travis Denney Boyd Cooper        | Michelle Brown Tenille Harwood         | Boyd Cooper Audrey Tuckey          |
| 2001      | Edwin Chew           | Kellie Lucas          | Travis Denney Boyd Cooper        | Laura Blackman Hui-Ling Lau            | Travis Denney Tennille Harwood     |
| 2002      | Yousuke Nakanishi    | Lenny Permana         | Daniel Shirley John Gordon       | Rhona Robertson Sara Runesten-Petersen | Travis Denney Kate Wilson-Smith    |
| 2003      | nicht ausgetragen    | nicht ausgetragen     | nicht ausgetragen                | nicht ausgetragen                      | nicht ausgetragen                  |
| 2004      | Ben Finch            | Leisha Cooper         | Guy Gibson Tek Lim               | Donna Kerr Rebecca Csallo              | Guy Gibson Annie Lee               |
| 2005 2008 | nicht ausgetragen    | nicht ausgetragen     | nicht ausgetragen                | nicht ausgetragen                      | nicht ausgetragen                  |
| 2009      | Nicholas Kidd        | Leisha Cooper         | Ben McCarthy James Greenhouse    | Erin Carroll Susan Dobson              | Ben McCarthy Erin Carroll          |
| 2010      | Nicholas Kidd        | Fei Fei He            | Michael Chan Nicholas Kidd       | Fei Fei He Elaine Wong                 | Nicholas Kidd Elaine Wong          |
| 2011      | Nicholas Kidd        | Phing Teo             | Nicholas Kidd Jason Nowland      | Donna Dewitt Beth Hollett              | Nicholas Kidd Phing Teo            |
| 2012      | Nicholas Kidd        | Phing Teo             | Eddie Hung Nicholas Kidd         | Hui Ling Lau Jessica Lim               | Nicholas Kidd Michelle Gray        |
| 2013      | Eddie Hung           | Joline Chua           | Bryan Tang Himanshu Thacker      | Joline Chua Phing Teo                  | Eddie Hung Beth Hollett            |
| 2014      | Eddie Hung           | Joyce Leong           | Raymond Darmawan Wee Ung Hee     | Joyce Leong Lily Leong                 | Wee Ung Hee Joyce Leong            |
| 2015      | Eddie Hung           | Bella Yutong Liu      | Elliott Clutterbuck Eddie Hung   | Joline Chua Ling Gao Yuemian           | Eddie Hung Angie Yang              |
| 2016      | Chian Chin Yong      | Bella Yutong Liu      | Eddie Hung Bryan Tang            | Crystal Diep Lily Leong                | Kai Chen Teoh Bella Yutong Liu     |
| 2017      | Zing Neng Lai        | Yi Jin Kong           | Zing Neng Lai Wei Kiing Tiong    | Ng Sin Er Sin Zou Ng                   | Zing Neng Lai Elaine Chua          |
| 2018      | Peter Yan            | Yi Jin Kong           | Lin Yingxiang Kai Chen Teoh      | Khoo Lee Yen Joy Lai                   | Zing Neng Lai Jovie Sheen          |
| 2019      | Lin Yingxiang        | Bernice Teoh          | Lin Yingxiang Kai Chen Teoh      | Crystal Diep Angie Yang                | Kai Chen Teoh Bernice Teoh         |
| 2020      | Lin Yingxiang        | Bernice Teoh          | Lin Yingxiang Kai Chen Teoh      | Crystal Diep Angie Yang                | Lin Yingxiang Bernice Teoh         |
| 2021      | Lin Yingxiang        | Bernice Teoh          | Lin Yingxiang Kai Chen Teoh      | Jessica Boediman Angie Yang            | Lin Yingxiang Bernice Teoh         |
| 2022      | Julian Lee           | Joanne Zheng          | Julian Lee Hong Yuan Wong        | Joanne Zheng Bernice Teoh              | Julian Lee Carrie Jia Le Tan       |
| 2023      | Lin Yingxiang        | Bernice Teoh          | Lin Yingxiang Kai Chen Teoh      | Carrie Jia Le Tan Dharshinie Vasigaran | Bimo Adi Prakoso Elanie Chua       |
| 2024      | Eveshgaran Vasigaran | Bernice Teoh          | Gabriel Jun Bin Choo Kaw Yi Suen | Bernice Teoh Dharshinie Vasigaran      | Lin Yingxiang Dharshinie Vasigaran |